# BMW 1 (F40)
BMW 1-й серии (F40) — третье поколение субкомпактных представительских хэтчбеков BMW 1 серии. В отличие от предыдущего поколения F20, F40 использует переднеприводную конфигурацию и доступен только в виде 5-дверного хэтчбека.

## Обзор
Премьера F40 1-й серии состоялась на автосалоне во Франкфурте в 2019 году , а ее запуск состоялся 28 сентября 2019 года.  Построенный на платформе UKL2 , он имеет тот же передний капот, панель крыльев, приборную панель и подвеску, что и 2-я серия Gran Coupé.  По сравнению со своим предшественником, F40 на 5 мм короче, на 34 мм шире и на 13 мм выше.  Несмотря на уменьшение длины, благодаря более плотной компоновке переднеприводного двигателя пространство для ног спереди увеличилось на 42 мм, пространство для ног сзади увеличилось на 33 мм, а пространство над головой сзади увеличилось. на 19 мм.  Объем багажника также увеличился на 20 литров, до 380 литров при поднятых сиденьях и 1200 литров при сложенных сиденьях. F40 также на 30 кг легче благодаря более широкому использованию алюминия. Бензиновые двигатели оснащены бензиновым сажевым фильтром , а дизельные — сажевым фильтром и системой избирательной каталитической нейтрализации AdBlue.  Все двигатели соответствуют стандарту выбросов Euro 6d-TEMP .
Модели 118i, 116d и 118d в стандартной комплектации поставляются с 6-ступенчатой механической коробкой передач .  Модели 118i и 116d могут быть оснащены 7-ступенчатой коробкой передач Getrag 7DCT300 с двойным сцеплением , а 8-ступенчатая автоматическая коробка передач Aisin доступна для моделей M135i xDrive, 128ti, 118d и 120d xDrive.

## Оборудование
1-я серия F40 доступна в комплектациях Advantage, Luxury, Sport и M Sport.  Модели Sport и Luxury оснащены спортивным рулевым колесом M, а модели M Sport оснащены спортивными сиденьями и внешним видом M.  Европейские модели в стандартной комплектации оснащены функцией обнаружения столкновений и предупреждения о выезде за пределы полосы движения с вмешательством.
1-я серия F40 доступна с iDrive 7.0 и двумя 10,25-дюймовыми дисплеями.  iDrive 7.0 оснащен цифровым помощником BMW с голосовым управлением , который может управлять функциями автомобиля и активируется, сказав «Привет, BMW».  Цифровой ключ также позволяет разблокировать автомобиль с помощью беспроводной связи, поднеся смартфон к дверной ручке, и запустить двигатель, поместив смартфон в лоток для беспроводной зарядки .  Цифровой ключ также можно использовать совместно с пятью другими смартфонами. Другие опции включают управление жестами, проекционный дисплей с отражением на лобовом стекле , автоматическую парковку , панорамный люк на крыше, Apple CarPlay и Android Auto.
Модели M135i xDrive оснащены дифференциалом повышенного трения , более крупными тормозами M Sport, распоркой и увеличенной выхлопной системой диаметром 100 мм (3,9 дюйма).
Модели 116-120 с M Sport и модели 128-M135 могут быть оснащены деталями M Performance. К ним относятся канарды, спойлер, сплиттер, боковые юбки и диски. Модели 116–120 без M Sport по-прежнему могут быть оснащены дисками и спойлером M Performance. Однако для установки остальных их необходимо переоборудовать в M Sport с бамперами и накладками M Sport. Решетка M135i может быть установлена на все модели F40.

## Обновления
В октябре 2021 года BMW представила обновленный M135i. Он поставляется с перенастроенными пружинами, амортизаторами, а также креплениями продольного рычага и рычага подвески. Также была добавлена гидроопора для крепления передних поперечных рычагов, а развал увеличен для большего сцепления. Искусственный звук двигателя также стал громче.

## Модели

### Бензиновые двигатели
| Модель              | Годы  | Двигатель             | КПП                                          | Привод          | Мощность                                 | Крутящий момент                            | 0–100 км/ч (0–62 миль/ч) |
| ------------------- | ----- | --------------------- | -------------------------------------------- | --------------- | ---------------------------------------- | ------------------------------------------ | ------------------------ |
| 116i                | 2020– | B38A15 1,5 л I3 турбо | 6 ступенчатая механическая 7-ступенчатая ДКП | Передний привод | 80 кВт (107 л.с.) при 4600–6500 об/мин.  | 190 Нм (140 фунт-фут) при 1380–3800 об/мин | 10,8 с                   |
| 118и                | 2019– | B38A15 1,5 л I3 турбо | 6 ступенчатая механическая 7-ступенчатая ДКП | Передний привод | 103 кВт (138 л.с.) при 4600–6500 об/мин. | 220 Нм (162 фунт-фут) при 1480–4200 об/мин | 8,5 с                    |
| 120i                | 2020– | B48A20 2,0 л I4 турбо | 7-ступенчатая ДКП                            | Передний привод | 131 кВт (176 л.с.) при 5000–6500 об/мин. | 280 Нм (207 фунт-фут) при 1350–4200 об/мин | 7,1 с                    |
| 128ти               | 2020– | B48A20 2,0 л I4 турбо | 8-ступенчатая автоматическая                 | Передний привод | 195 кВт (261 л.с.) при 4750–6500 об/мин. | 400 Нм (295 фунт-фут) при 1750–4500 об/мин | 6,1 с                    |
| M135i полный привод | 2019– | B48A20 2,0 л I4 турбо | 8-ступенчатая автоматическая                 | Полный привод   | 225 кВт (302 л.с.) при 5000–6500 об/мин. | 450 Нм (332 фунт-фут) при 1750–4500 об/мин | 4,8 с                    |

### Дизельные двигатели
| Модель | Годы  | Двигатель               | КПП                                                     | Привод          | Мощность                           | Крутящий момент                            | 0–100 км/ч (0–62 миль/ч) |
| ------ | ----- | ----------------------- | ------------------------------------------------------- | --------------- | ---------------------------------- | ------------------------------------------ | ------------------------ |
| 116д   | 2019– | B37C15U0 1,5 л I3 турбо | 6 ступенчатая механическая 7-ступенчатая ДКП            | Передний привод | 85 кВт (114 л.с.) при 4000 об/мин  | 270 Нм (199 фунт-фут) при 1750–2250 об/мин | 10,3 с                   |
| 118д   | 2019– | B47D20 2,0 л I4 турбо   | 6 ступенчатая механическая 8-ступенчатая автоматическая | Передний привод | 110 кВт (148 л.с.) при 4000 об/мин | 350 Нм (258 фунт-фут) при 1750–2500 об/мин | 8,5 с                    |
| 120д   | 2019– | B47D20 2,0 л I4 турбо   | 8-ступенчатая автоматическая                            | Передний привод | 140 кВт (188 л.с.) при 4000 об/мин | 400 Нм (295 фунт-фут) при 1750–2500 об/мин | 7,0 с                    |

## Безопасность
Серия 1 2019 года получила пять звезд в тесте Euro NCAP . 
| Euro NCAP                                 | Euro NCAP | Euro NCAP | Euro NCAP             |
| ----------------------------------------- | --------- | --------- | --------------------- |
| · общий рейтинг                           |           |           |                       |
| 83%                                       | 87%       | 76%       | 72%                   |
| взрослый пассажир                         | ребёнок   | пешеход   | активная безопасность |
| Протестированная модель: BMW 1 F40 (2019) |           |           |                       |